# Парушино
Парушино — деревня в Мшинском сельском поселении Лужского района Ленинградской области.

## История
Деревня Порушина упоминается на карте Санкт-Петербургской губернии Ф. Ф. Шуберта 1834 года.

ПАРУШИНО — деревня принадлежит Марии Федотовне Данауровой, действительной статской советнице и кавалерственной даме, число жителей по ревизии: 20 м. п., 24 ж. п. (1838 год)

Как деревня Попушина она отмечена на карте профессора С. С. Куторги 1852 года.

ПИРУШИНО — деревня тайного советника Донаурова, по почтовому тракту, число дворов — 7, число душ — 27 м. п. (1856 год)

ПАРУШИНО — деревня владельческая при колодце, число дворов — 9, число жителей: 20 м. п., 30 ж. п. (1862 год)

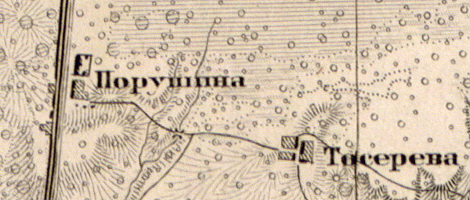
Деревня Парушино на карте 1863 года

Согласно карте из «Исторического атласа Санкт-Петербургской Губернии» 1863 года деревня называлась Порушина.
В XIX — начале XX века деревня административно относилась к Рождественской волости 3-го земского участка 2-го стана Царскосельского уезда Санкт-Петербургской губернии.
По данным «Памятной книжки Санкт-Петербургской губернии» за 1905 год деревня называлась Парушино (Шумиловка) и входила в Дивенское сельское общество.
По данным 1933 года деревня Парушино входила в состав Рождественского сельсовета Красногвардейского района.
По данным 1966, 1973 и 1990 годов деревня Парушино входила в состав Мшинского сельсовета.
По данным 1997 года в деревне Парушино Мшинской волости проживали 5 человек, в 2002 году — 4 человека (все русские).
В 2007 году в деревне Парушино Мшинского СП не было постоянного населения.

## География
Деревня расположена в северной части района на автодороге Р23 «Псков» (E 95, Санкт-Петербург — граница с Белоруссией).
Расстояние до административного центра поселения — 28 км.
Расстояние до ближайшей железнодорожной платформы Дивенская — 10 км.

## Демография
| 1838 | 1862 | 1997 | 2007 | 2010 | 2017 |
| ---- | ---- | ---- | ---- | ---- | ---- |
| 44   | ↗50  | ↘5   | ↘0   | ↗4   | →4   |